# Рухленко, Фёдор Максимович
Фёдор Максимович Рухленко (10 августа 1900 года, слобода Казинка, Валуйский уезд, Воронежская губерния — 28 октября 1975 года, Запорожье) — советский военный деятель, генерал-майор (19 апреля 1945 года).

## Начальная биография
Фёдор Максимович Рухленко родился 10 августа 1900 года в слободе Казинка ныне Валуйского района Белгородской области.

## Военная служба

### Гражданская война
5 февраля 1920 года призван в ряды РККА и направлен в караульный батальон, дислоцированный в Валуйках, в составе которого принимал участие в борьбе с дезертирством, а также в боевых действиях по подавлению восстания на территории Тамбовской губернии. С 15 июня служил в Воронежской комендантской команде, а затем направлен на учёбу на Воронежские пехотные курсы комсостава, откуда был переведён в Пятигорск на 37-е Тихорецкие советские пехотные командные курсы, в составе которых участвовал в боевых действиях против войск под командованием генерала П. П. Фостикова в районе Кисловодска.

### Межвоенное время
После окончания 37-х Тихорецких курсов Ф. М. Рухленко 15 мая 1921 года назначен на должность командира взвода в составе 120-го стрелкового полка (14-я стрелковая дивизия).
В феврале 1922 года переведен в 28-ю стрелковую дивизию, в составе которой назначен командиром взвода в дивизионной школе, а в августе того же года — помощником командира взвода в 82-м стрелковом полку, дислоцированном в Грозный. В декабре 1922 года направлен на учёбу на повторные курсы комсостава Северокавказского военного округа, после окончания которых в августе 1923 года вернулся 82-й стрелковый полк, в котором служил на должностях командира взвода и помощника командира роты и в период с 1924 по 1925 годы принимал участие в разоружении бандформирований на территории Дагестана и Чечни. В августе 1925 года Ф. М. Рухленко направлен на учёбу на повторное отделение при Владикавказской пехотной школе, после окончания которого в августе 1926 года вернулся в 28-ю стрелковую дивизию, после чего назначен на должность помощника командира роты 83-го стрелкового полка.
С мая 1930 года служил в 121-м стрелковом полку (74-я стрелковая дивизия) на должностях помощника командира и командира роты, помощника командира батальона. В сентябре 1933 года направлен на Армавирские курсы усовершенствования командного состава запаса, где назначен командиром-руководителем, а в марте 1937 года — преподавателем этих же курсов. Одновременно учился на заочном факультете Военной академии имени М. В. Фрунзе. В сентябре 1937 года Ф. М. Рухленко переведён на основной факультет академии.
После окончания академии в сентябре 1938 года направлен в 1-й отдел Генштаба РККА, где назначен на должность для особо важных поручений, а в апреле 1939 года — на должность старшего помощника начальника 2-го отделения этого же отдела. В августе того же года полковник Ф. М. Рухленко переведён командиром 498-го стрелкового полка в составе 132-й стрелковой дивизии (Харьковский военный округ).

### Великая Отечественная война
С началом войны находился на прежней должности. С начала июля 1941 года 132-я стрелковая дивизия вела оборонительные боевые действия на левом берегу Днепра в районе нас. пункта Новый Быхов, а затем участвовала в ходе Смоленской оборонительной операции северо-западнее станции Чаусы, где попала в окружение, по выходе их которого форсировала реку Сож и 21 июля заняла оборонительный рубеж на восточном берегу реки. Вскоре участвовала в ходе Орловско-Брянской оборонительной операции и в битве под Москвой.
В феврале 1942 года полковник Ф. М. Рухленко назначен на должность командира 231-й стрелковой дивизии, формировавшейся в г. Кунгур (Уральский военный округ). В июне дивизия была передислоцирована в Саратов, где 1 июля включена в состав 8-й резервной армии. В августе Ф. М. Рухленко снят с занимаемой должности и назначен заместителем командира 315-й стрелковой дивизии, которая 19 августа включена в состав Сталинградского фронта, после чего передислоцирована в район Воропоново (пригород Сталинграда), а затем — в районе Орловка, Городище севернее города, откуда с 27 августа в составе оперативной группы под командованием генерала К. А. Коваленко принимала участие в контрударах по 14-му танковому корпусу противника, вышедшему к Волге севернее Сталинграда. С 4 сентября 315-я стрелковая дивизия вела тяжёлые боевые действия, проводимые с целью разгрома прорвавшейся группировки противника. С 18 по 23 сентября дивизия находилась на переформировании в районе ст. Лапшинская. В ноябре 1942 года дивизия через Капустин Яр, Каменный брод, Цаца, Плодовитое была передислоцирована в район Бузиновки, откуда перешла в наступление в ходе Котельниковской, Ростовской и Северо-Кавказской наступательных операций и в середине февраля заняла оборону на реке Миус.
3 мая 1943 года полковник Ф. М. Рухленко назначен на должность командира 130-я стрелковая дивизия, однако 6 мая освобождён от занимаемой должности и 10 мая переведён командиром 127-й стрелковой дивизии, которая вела боевые действия на реке Миус. 6 августа «за ложный доклад о боевых действиях дивизии» был снят с занимаемой должности и назначен начальником штаба 55-го стрелкового корпуса, который принимал участие в ходе Донбасской наступательной операции, освобождении городов Снежное, Торез и Горловка, а затем — в Мелитопольской и Крымской наступательных операциях и освобождении Севастополя.
С 12 мая 1944 года полковник Ф. М. Рухленко назначен командиром 383-й стрелковой дивизии, однако в должность фактически не вступил и затем находился в распоряжении Военного совета 4-го Украинского фронта. 13 ноября назначен на должность заместителя командира 30-го стрелкового корпуса, после чего принимал участие в ходе Будапештской наступательной, Балатонской оборонительной и Венской наступательной операций.

### Послевоенная карьера
30 мая 1945 года полковник Ф. М. Рухленко назначен на должность командира 30-го стрелкового корпуса, в августе — на должность заместителя командира 66-го стрелкового корпуса (Южная группа войск), в феврале 1946 года — на должность командира 333-й стрелковой дивизии, а в августе — на должность заместителя командира 82-го стрелкового корпуса, дислоцированного в Николаев (Одесский военный округ).
В октябре 1947 года направлен на учёбу на курсы усовершенствования командиров стрелковых дивизий при Военной академии имени М. В. Фрунзе, которые окончил в ноябре 1948 года и в феврале 1949 года прикомандирован к ЦК Всесоюзного ДОСАРМ и назначен председателем Кировоградского областного комитета ДОСАРМ (с августа 1951 года — ДОСААФ).
Генерал-майор Фёдор Максимович Рухленко 10 марта 1956 года вышел в запас. Умер 28 октября 1975 года в Запорожье. Похоронен на Первомайском кладбище.

## Награды
- Орден Ленина (30.04.1945);
- Три ордена Красного Знамени (05.05.1943, 03.11.1944, 15.11.1950);
- Орден Богдана Хмельницкого 2 степени (28.04.1945);
- Орден Красной Звезды (16.02.1942);
- Медали.